# Shinki Bus
La Shinki Bus (神姫バス株式会社, Shinki Bus Kabushikigaisha) est une des entreprises japonaises sur le transport en commun de passagers. Basée à Himeji, au Japon, la compagnie exploite le service d'autobus locaux dans les  préfectures de Hyogo, Okayama et Osaka et d'autres services principalement liés au transport de tourisme.

## Histoire

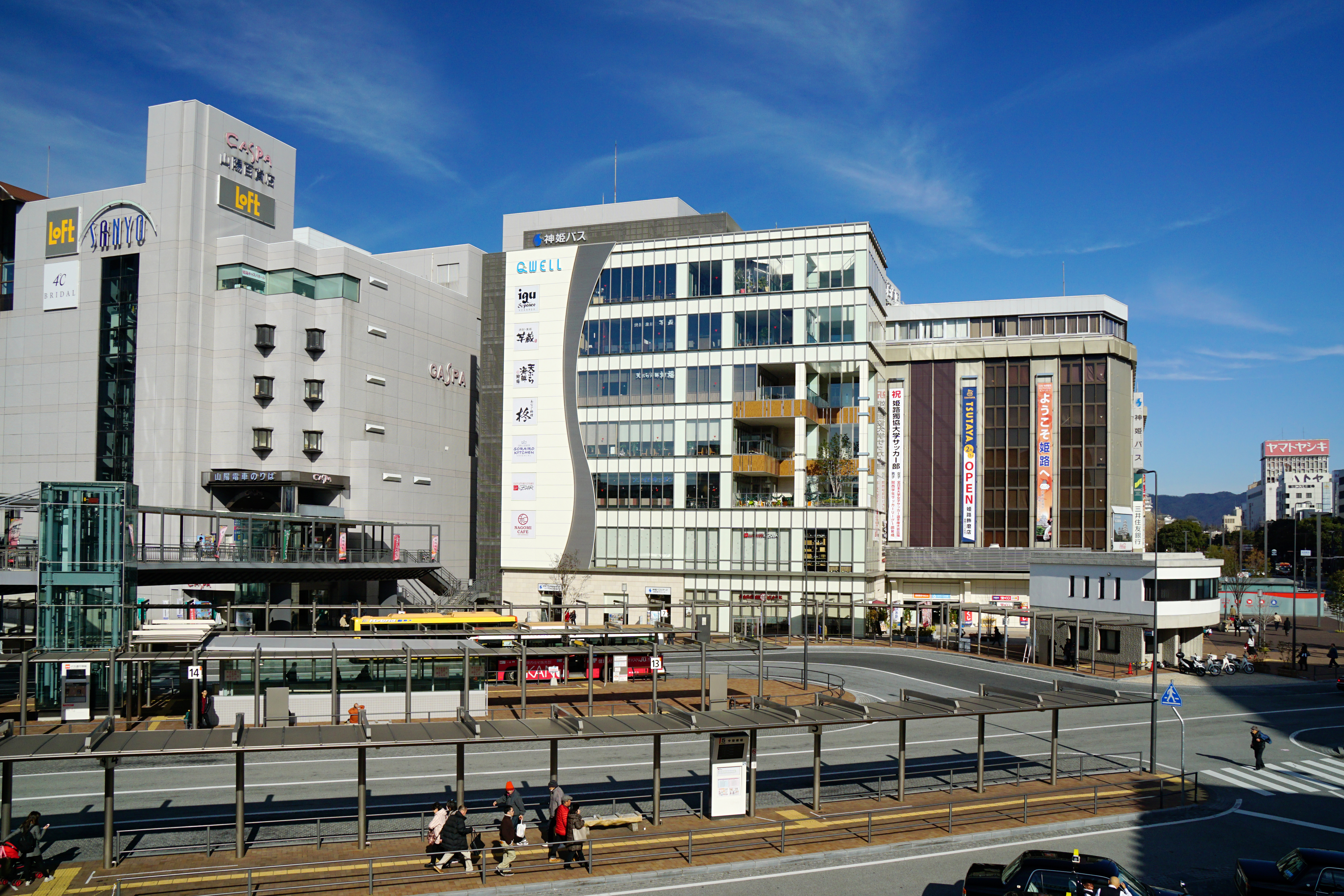
Siège de la compagnie à Himeji.

La société est créée le 10 mars 1927 sous le nom de Shinki Automobile (神姫自動車株式会社, Shinki Jidôsha Kabushikigaisha) à Kobe. En 1943, la société déménage et vient s'installer à Himeji et change de nom en Shinki Coopération Automobile (神姫合同自動車株式会社, Shinki Gōdō Jidōsha Kabushikigaisha). En 1956, la société change à nouveau de nom pour revenir à son nom d'origine de 1927. En mai 1972, la compagnie modifie encore une fois son nom pour devenir Shinki Bus, le nom actuel.

## Matériel roulant

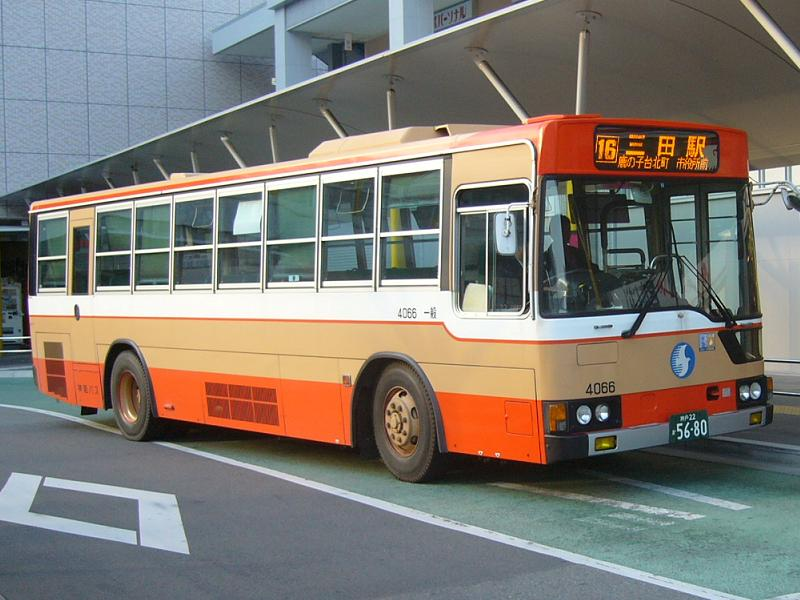
Bus pour une desserte locale.
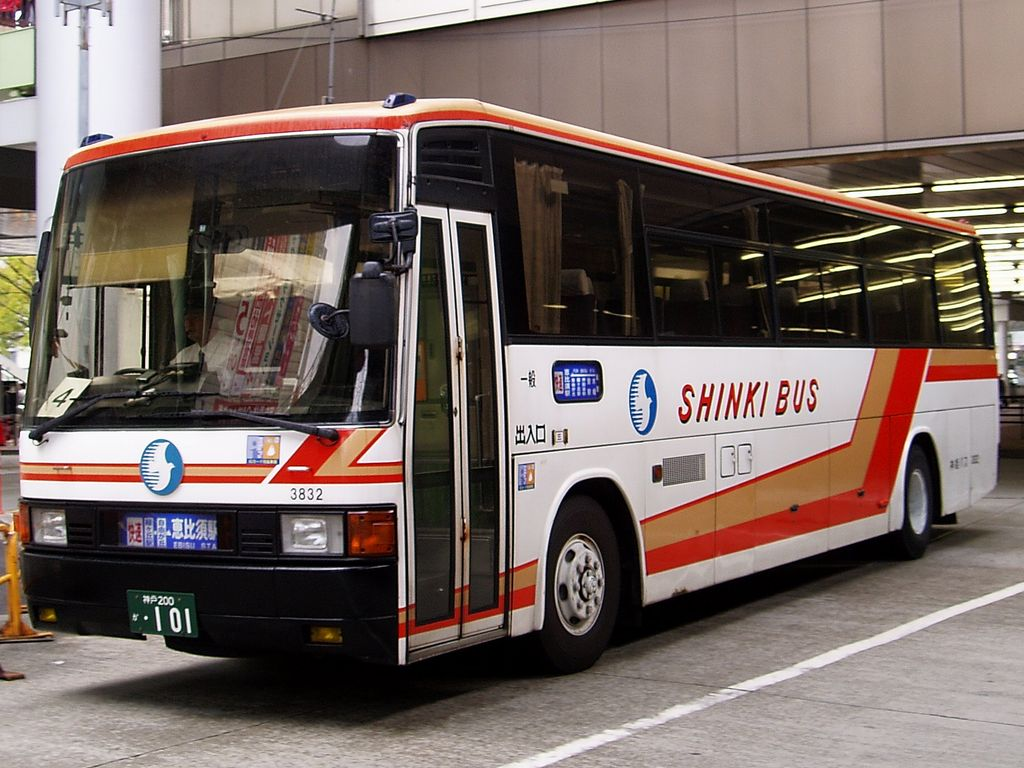
Bus express.